# بوبي غرانت
بوبي غرانت (بالإنجليزية: Bobby Grant)‏ (1 يوليو 1990 بليفربول في المملكة المتحدة - ) هو لاعب كرة قدم بريطاني في مركز الهجوم. لعب مع سكونثورب يونايتد وشروزبري تاون ونادي أكرينغتون ستانلي ونادي بلاكبول ونادي روتشديل وفليتوود تاون.

## وصلات خارجية
- بوبي غرانت على موقع قاعدة بيانات كرة القدم.إي يو (الإنجليزية)
- بوبي غرانت على موقع Soccerbase.com (لاعب) (الإنجليزية)